# Алусемас
Алусемас (исп. Islas Alhucemas) — небольшой архипелаг, часть Суверенных Испанских территорий.
Архипелаг находится севернее берегов Марокко в море Альборан, самой западной части Средиземного моря. В нескольких сотнях метрах в Марокко расположен порт Эль-Хосейма.
Состоит из трёх небольших островов и мелких скал.
| Острова            | Координаты                     | Площадь, км² |
| ------------------ | ------------------------------ | ------------ |
| Пеньон-де-Алусемас | 35°12′48″ с. ш. 3°53′21″ з. д. | 0,015        |
| Де-Тьерра          | 35°12′55″ с. ш. 3°54′08″ з. д. | 0,017        |
| Де-Мар             | 35°13′03″ с. ш. 3°54′02″ з. д. | 0,014        |
| Острова Алусемас   | 35°12′54″ с. ш. 3°53′47″ з. д. | 0,046        |

Острова необитаемы. На Пеньон-де-Алусемас имеется испанский форт с церковью и маяком. Острова Де-Тьерра и Де-Мар пустынны. Как и все Суверенные территории Испании, архипелаг оспаривается Марокко.
В 2012 году испанский военный гарнизон в форте Пеньон-де-Алусемас состоял из пехотного отделения численностью 25-30 человек из 32-го смешанного артиллерийского полка, а также личного состава морской пехоты с надувной лодкой для доставки к судам снабжения.
29 августа 2012 года 19 иммигрантов из Африки переплыли короткое пролив между Марокко и островом Исла-де-Тьерра. Они разбили лагерь на острове, надеясь каким-то образом попасть на материковую часть Испании. 2 сентября 2012 года к ним присоединились еще 68 иммигрантов.
Поскольку островки имели «неопределенный внутренний статус», иммигранты не смогли воспользоваться испанскими законами. Испанские войска высадились на остров, оказали нуждающимся медицинскую помощь, а затем вернули нелегалов обратно в Марокко. Марокканцы незамедлительно депортировали этих людей через границу в Алжир. После этого инцидента Испания разместила небольшой военный лагерь на Исла-де-Тьерра, чтобы воспрепятствовать новым попыткам незаконного проникновения на испанскую территорию.

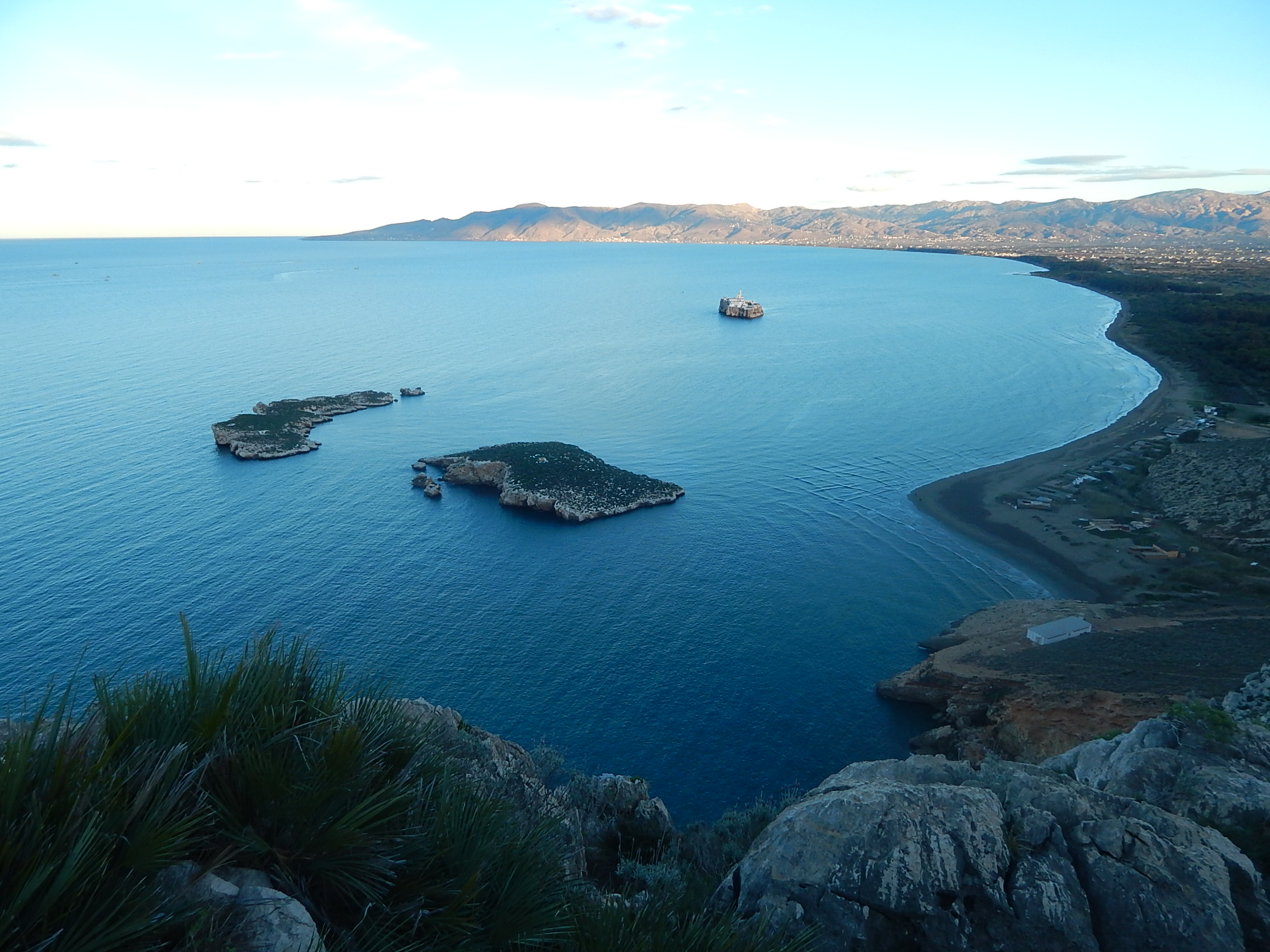
Остров Алусемас с высоты птичьего полёта. На дальнем плане виден испанский форт Пеньон